# Régis Barthélemy Mouton-Duvernet
Régis Barthélemy Mouton-Duvernet (* 3. Mai 1770 in Le Puy-en-Velay; † 27. Juli 1816 in Lyon) war ein französischer Général de division der Infanterie.

## Leben
Mit 15 Jahren wurde Mouton-Duvernet Kadett in der königlichen Armee und diente meistenteils in den französischen Kolonien. 1789 war er für einige Zeit auf Guadeloupe (Kleine Antillen) stationiert.
Unter dem Befehl von General Jacques François Dugommier nahm Mouton-Duvernet 1793 an der Belagerung von Toulon teil. Nach weiteren Beförderungen bekam er ein eigenes Kommando unter Napoleon und nahm 1793/97 an dessen Italienfeldzug teil. In der Schlacht von Arcole (15./17. November 1796) konnte er sich zusammen mit Pascal Antoine Fiorella durch Tapferkeit auszeichnen.
Es erfolgte seine Beförderung zum Général de brigade und als solcher kämpfte er in Spanien, im Krieg gegen die spanische Widerstandsbewegung.
Später nahm Mouton-Duvernet an weiteren Schlachten der Koalitionskriege teil. In der Schlacht bei Dresden (26./27. August 1813) wurde er niedergeschossen und kam in Kriegsgefangenschaft. Nach der Schlacht bei Paris (30. März 1814) und dem Vertrag von Fontainebleau konnte Mouton-Duvernet wieder nach Frankreich zurückkehren.
Als Napoleon die Insel Elba verlassen hatte und dessen „Herrschaft der Hundert Tage“ begannen, schloss sich Mouton-Duvernet wieder dem Kaiser an. Nach einigen eher administrativen Aufgaben vertrat er das Département Haute-Loire als Abgeordneter.
Mouton-Duvernet wurde am 15. Juli 1816 durch ein Kriegsgericht zum Tode verurteilt und trotz eines Gnadengesuchs durch seine Ehefrau an König Ludwig XVIII. am 27. Juli 1816 am Quai des Étroits in Lyon (5. Arrondissement) hingerichtet. Er starb im Alter von 46 Jahren und fand seine letzte Ruhestätte auf dem Cimetière de Loyasse von Lyon.

## Ehrungen
- 6. April 1812 Commandeur der Ehrenlegion
- 29. Juni 1808 Baron de l’Émpire
- Die Rue du General Mouton Duvernet (3. Arrondissement) in Lyon wurde ihm zu Ehren benannt.
- Die Métro-Station Mouton-Duvernet (14. Arrondissement) in Paris wurde ihm zu Ehren benannt.
- Sein Name findet sich am westlichen Pfeiler (32. Spalte) des Triumphbogens am Place Charles-de-Gaulle (Paris).